# Carretera Central (Cuba)

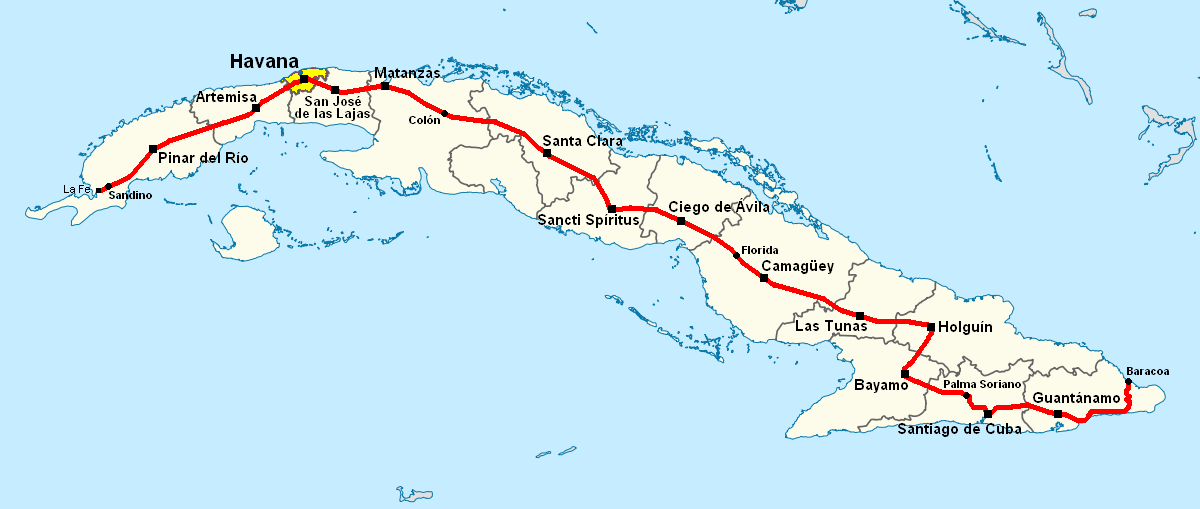
Traject van de Carretera Central

De Carretera Central is de hoofdweg voor autoverkeer die door Cuba loopt. De Carretera Central is aangelegd tussen 1927 en 1931 onder het bewind van de regering van president Gerardo Machado. Met een lengte van 1139 kilometer was de Carretera Central vanuit Havana in 2 takken verdeeld: één oostwaarts en één westwaarts. Het vertrekpunt van beide wegen (0 kilometer) is El Capitolio in Havana. Tijdens de bouw van deze centrale weg verbond het de 6 provinciale hoofdsteden van Cuba met elkaar: Pinar del Río, Havana, Matanzas, Santa Clara, Camagüey en Santiago de Cuba. Tegenwoordig verbindt de weg 14 van de 15 provincies van Cuba met elkaar. De Carretera Central loopt alleen niet door de provincie Cienfuegos. Nadien is de Carretera Central westwaarts en oostwaarts nog uitgebreid. In het westen is deze uitgebreid van Pinar del Río naar La Fe. In het oosten is de weg uitgebreid van Santiago de Cuba, door Guantánamo, naar Baracoa. Door deze laatste uitbreiding (die in de jaren '60 plaatsvond) is de totale lengte van de Carretera Central 1435 kilometer. De weg bedekt praktisch het ene uiterste van het eiland met het andere eind. Het wegnummer van de Carretera Central is N-1. De Carretera Central wordt gezien als een van de zeven wonderen van de Cubaanse civiele techniek.

## Route
De Carretera Central doorkruist 14 van de 15 provincies en 62 van de 168 gemeenten van Cuba.
De westelijke tak:
- In de provincie Pinar del Río: Sandino, Isabel Rubio (Guane), San Juan y Martínez, Pinar del Río, Consolación del Sur en Los Palacios. Na de aanleg van de La Juventud stuwdam kwam een deel van de Carretera Central onder water te staan. De weg die verloren is gegaan werd vervangen door een traject dat via het noorden om het stuwmeer heen loopt. Hierdoor loopt het traject nu ook door San Diego de los Baños.
- In de Provincie Artemisa: San Cristóbal (de weg kruist hier met de Autopista Nacional A-4), Candelaria, Artemisa, Guanajay, Caimito en Bauta.
- In de provincie Havana: Gemeentes: La Lisa (De weg kruist hier de Autopista del Mediodía), Marianao (de weg gaat over in de Avenida 51); Cerro (de weg gaat over in Calzada del Cerro); Centro Habana (de weg gaat over in calle Monte) en La Habana Vieja(Oud Havana) waar de weg eindigt voor El Capitolio.

De oostelijke tak:
- In de provincie Havana: gemeentes: 10 de octubre, San Miguel del Padrón (knooppunt met Primer Anillo A-2) en Cotorro (de weg kruist hier met Carretera Monumental).
- Provincie Mayabeque: San José de las Lajas (provinciehoofdstad), knooppunt met de Autopista Nacional A-1, Catalina de Güines en Madruga.
- Provincie Matanzas: Matanzas (aansluiting aan de Vía Blanca in de stad), Limonar, Jovellanos, Perico, Colón en Los Arabos.
- Provincie Villa Clara: Santo Domingo, Esperanza (gemeente Ranchuelo), Santa Clara en Placetas.
- Provincie Sancti Spiritus: Cabaiguán (knooppunt met Autopista nacional A-1), Sancti Spiritus en Jatibonico.
- Provincie Ciego de Ávila: Majagua, Ciego de Ávila en Gaspar (Baraguá).
- Provincie Camagüey: toegangsweg tot Céspedes, Florida, Camagüey, toegangsweg tot Jimaguayú, Sibanicú en Guáimaro.
- Provincie Las Tunas: Las Tunas en Calixto (Majibacoa).
- Provincia Holguín: Buenaventura (Calixto García), Holguín en Cacocum.
- Provincie Granma: Cauto Cristo, Bayamo (provinciehoofdstad) en Jiguaní.
- Provincie Santiago de Cuba: Contramaestre, Palma Soriano, Santiago de Cuba en La Maya (Songo-La Maya).
- Provincie Guantánamo: toegangsweg tot Niceto Pérez (door de aanleg van de La Yaya-dam werd een traject van 9 kilometer van de Carretera Central onder water gezet. Hierdoor loopt de Carretera Central voor 9 kilometer over de Autopista Nacional), Guantánamo, San Antonio del Sur, Imías en eindigt in Baracoa. Om de stad te bereiken werd in de jaren '60 van de 20e eeuw het viaduct van La Farola gebouwd. Via dit viaduct kan de bergketen die naar Baracoa leidt worden beklommen. Ook dit bouwwerk wordt gezien als een van de zeven wonderen van de Cubaanse civiele techniek.

## De bouw
Op 15 juli 1925 keurde het congres de uitvoering van de Carretera Central goed en startte onmiddellijk de veldstudies. Op 27 september 1926 vond de eerste aanbesteding plaats. De tweede vond plaats op 30 november 1926 en werd toegekend aan de bedrijven Compañía Cubana de Contratistas en de US Warren Brothers Company, onder leiding van de Cubaanse ingenieur Manuel A. Coroalles.
Het ontwerp van de route werd voorgesteld om de belangrijkste bevolkingscentra met elkaar te verbinden en optimaal gebruik te maken van de bestaande wegen (Caminos Reales en Caminos Vecinales). Dit was een beslissing die tijd, geld bespaarde en de onteigening van land vermeed. Voor zover mogelijk, volgde de Carretera Central zodoende het oude ontwerp van de Caminos Reales en handhaafde daarmee de wegbreedte van 20 m. In totaal is er 680 km weg aangelegd in gebieden waar alleen lokale wegen (Caminos Vecinales) waren.
De bouw startte in de stad San Francisco de Paula (ten oosten van Havana) op 20 mei 1927. De bouw werd afgerond op 24 februari 1931 en werd ingehuldigd door de president van Cuba. De gemiddelde bouwvoortgang was 25,3 km per maand.

## Bouwkenmerken

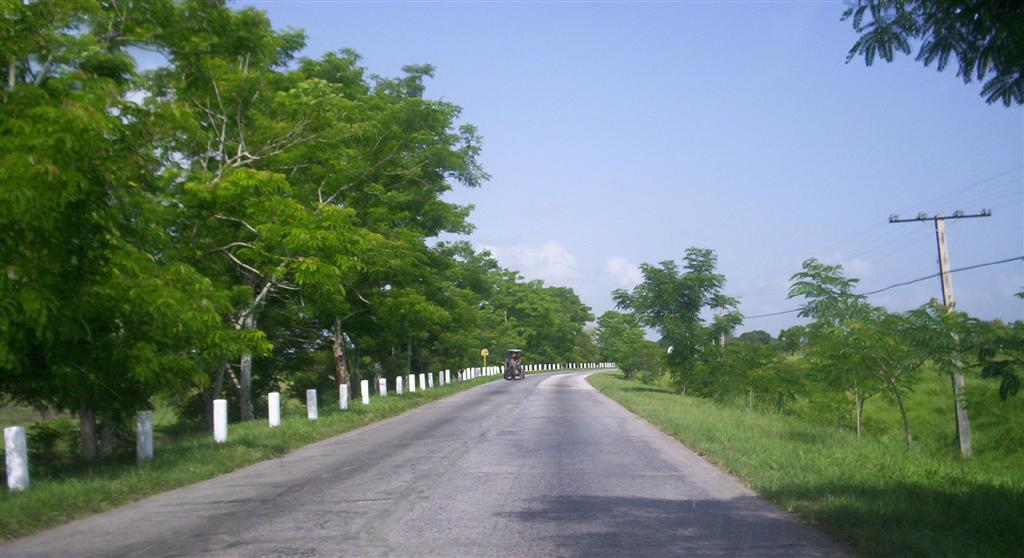
Carretera Central in Villa Clara.

De Carretera Central is een tweebaansweg, waarbij beide wegen een andere rijrichting hebben. De weg heeft een breedte van 6,30 meter op het platteland en 8,09 meter in steden en dorpen (in Havana en verschillende provinciale hoofdsteden heeft het een grotere breedte met 4 rijstroken). De bestrating, van hoge kwaliteit, bestaat uit een betonnen plaat van 15 cm dik in het midden en 22 cm aan de randen, bedekt met een asfaltmengsel. De hoogste helling op het traject is 5%. De betonblokken moeten in staat zijn om 20 ton gewicht te dragen. De minimale zichtbaarheid in bochten is 110 meter. De weg heeft ongelijke kruisingen met de overgrote meerderheid van spoorwegovergangen. Het omvat 1 732 fabrieksconstructies, 536 bruggen, waarvan 486 van gewapend beton, 15 van staal en 35 van andere materiaalsoorten. Ook zijn er 106 overwegen. Daarnaast werden aan beide kanten van de weg 30 duizend bomen geplant, die schaduw bieden en het comfort van de passagiers bevorderen. Veel van de originele bomen worden momenteel onderhouden en het is een functie die deze weg onderscheidt van andere wegen in het land.

## Impact
In 1898, toen de Spaanse koloniale overheersing werd beëindigd, bestond er slechts 256 kilometer aan verharde wegen in Cuba, vrijwel allemaal in de richting van Havana. Reeds in 1925 was er 2626 kilometer aan verharde wegen, waarvan 1332 kilometer is gebouwd tussen 1909 en 1924. Zodoende betekende de aanleg van de Carretera Central een toename in het aantal verharde wegen van 43%. Deze wegen hadden een hoge kwaliteit en de verkeerscapaciteit voor die tijd was zeer hoog. Het was de eerste verharde weg in Cuba die alle regio's en de twee belangrijkste steden van het land met elkaar verbond.
De invloed van de bouw van de weg was zo opmerkelijk dat het alleen kan worden vergeleken met de bouw van de centrale spoorweg in 1902. Het gaf impulsen aan de handel, de verstedelijking en de agrarische exploitatie van gebieden weinig bevolkt waren, voornamelijk in Camagüey en Oost-Cuba. De aanleg van de weg stimuleerde de groei van de dorpen die ze doorkruist. Zo nam het aantal inwoners in de 48 belangrijkste steden aan de weg met 26,6% toe tussen 1931 en 1943, terwijl de 78 belangrijkste steden buiten deze weg het met een toename van 'slechts' 15,33% moesten doen in dezelfde periode. Het meest bekende geval was dat van de stad Santa Clara, de hoofdstad van de oude provincie Las Villas, die het inwoneraantal van Cienfuegos oversteeg en de grootste stad in de provincie werd en de vierde van het land. De centrale snelweg wordt tot vandaag beschouwd als de belangrijkste reden van de verstedelijking van Cuba. In 1970 woonde 45% van de Cubaanse bevolking binnen 5 kilometer van de Carretera Central. Deze verstedelijkte gebieden hadden een bevolkingsdichtheid van 350 inwoners per km².
Aan de andere kant betekende de aanleg van de Carretera Central het begin van het verval van het spoorwegnetwerk in Cuba, als gevolg van de concurrentie van het autovervoer. De tijd die nodig was om van Havana naar Santiago de Cuba te reizen, verminderde van iets meer dan 24 uur per trein tot 16 uur over de weg. Vanaf 1931 werden er geen grote spoorwegprojecten uitgevoerd in Cuba.
Over het algemeen beschouwen auteurs het, door zijn grote impact op het leven, als het bouwwerk van de 20e eeuw in Cuba.